# Nhân Trạch
Nhân Trạch là một xã thuộc huyện Bố Trạch, tỉnh Quảng Bình, Việt Nam.

## Địa lý
Nhân Trạch là một xã miền biển, vùng bãi ngang cồn bãi thuộc của huyện Bố Trạch, cách trung tâm thành phố Đồng Hới khoảng 10 km, có vị trí địa lý:
- Phía tây giáp xã Đại Trạch và xã Lý Trạch
- Phía bắc xã Đại Trạch
- Phía nam giáp xã Lý Trạch
- Phía đông giáp Biển Đông.

Xã Nhân Trạch có diện tích 2,44 km², dân số năm 2019 là 9.610 người, mật độ dân số đạt 3.939 người/km².
Xã Nhân Trạch được chia ra 3 khu vực: Vùng Xã (Vùng trung tâm), Bắc Sông Dinh (xóm đò) và Nhân Hồng.
Xã Nhân Trạch có bờ biển dài 3 km chạy dọc vào bãi biển Nhật Lệ, bờ biển có nhiều thắng cảnh đẹp, thơ mộng. Lăng mộ Hồ Cưỡng (Hồ Hồng) vị tướng tài ba cuối đời Trần nằm trên khuôn viên họ Hồ xã Nhân Trạch.

## Hành chính
Xã Nhân Trạch được chia thành 8 thôn: Nhân Tiến, Nhân Hải, Nhân Nam, Nhân Quang, Nhân Bắc, Nhân Đức, Bắc Hồng, Nam Hồng.